# Нафтогазоносний район
Нафтогазоносний район (НГР) (англ. oil and gas area; нім. erdöl- und erdgasführender Bezirk m) — асоціація суміжних зон нафтогазонакопичення, яка характеризується спільністю геологічної будови і розвитку, літолого-фаціальних умов і умов регіонального нафтогазонакопичення. Головною ознакою НГР є належність зон нафтогазонакопичення (які входять до його складу) до одного й того ж геоструктурного елементу більш високого, щодо них, рангу. Нафтогазоносний район є частиною нафтогазоносної області.
Об'єднує асоціацію зон нафтогазонакопичення, приурочених: до валоподібних піднять — на платформах і перехідних ділянках; до антикліноріїв — у рухомих поясах; до зон виклинювання нафтогазоносних товщ; до зон розвитку соляних куполів або рифтів та інших структур.
Основні характерні ознаки НГР:
- геоструктурна характеристика,
- будова приурочених до нього родовищ (або зон нафтогазонакопичення)
- вік нафтогазоносних комплексів
- умови накопичення і залягання покладів нафти і газу
- фазовий стан вуглеводнів у покладах

НГР, як і нафтогазоносні провінції та нафтогазоносні області, за співвідношенням розвіданих запасів нафти і газу поділяють на:
- нафтоносні (нафти понад 90 %)
- газоносні (газу понад 90 %)
- нафтогазоносні і газонафтоносні (за перевагою нафти або газу)